# 呂号第十九潜水艦
|          |                                                                          |
| 艦歴     |                                                                          |
| 計画     | 大正6年度計画                                                            |
| 起工     | 1920年9月9日                                                             |
| 進水     | 1920年12月28日                                                           |
| 就役     | 1922年3月15日                                                            |
| 除籍     | 1936年4月1日                                                             |
| その後   | 1940年4月1日廃潜第5号と仮称                                              |
| 性能諸元 |                                                                          |
| 排水量   | 基準：740トン 常備：771.8トン 水中：996.8トン                            |
| 全長     | 70.1m                                                                    |
| 全幅     | 6.12m                                                                    |
| 吃水     | 3.70m                                                                    |
| 機関     | ズルツァー式2号ディーゼル2基 電動機、2軸 水上：2,600馬力 水中：1,200馬力 |
| 速力     | 水上：16.5kt 水中：8.5kt                                                 |
| 航続距離 | 水上：10ktで6,000海里 水中：4ktで85海里                                  |
| 燃料     | 重油：75トン                                                             |
| 乗員     | 46名                                                                     |
| 兵装     | 28口径8cm高角砲1門 45cm魚雷発射管 艦首4門、舷側2門 魚雷10本              |
| 備考     | 安全潜航深度：45.7m                                                      |

呂号第十九潜水艦（ろごうだいじゅうきゅうせんすいかん）は、日本海軍の潜水艦。呂十六型潜水艦（海中3型）の4番艦。竣工時の艦名は第三十六潜水艦。

## 艦歴
1920年（大正9年）9月9日、呉海軍工廠で起工。同年12月28日進水。1922年（大正11年）3月15日竣工。竣工時の艦名は第三十六潜水艦、二等潜水艦に類別。1924年（大正13年）11月1日、呂号第十九潜水艦に改称。1936年（昭和11年）4月1日に除籍。1940年（昭和16年）4月1日、廃潜第5号と仮称。
呂十三型潜水艦より安全潜航深度が増大した他は大きな変更点はなかった。

## 歴代艦長
※艦長等は『日本海軍史』第9巻・第10巻の「将官履歴」及び『官報』に基づく。

### 艤装員長
- 春日篤 少佐：1921年12月1日[4] - 1921年12月10日[5]
- （心得）上条深志 大尉:1921年12月10日[5] -

### 艦長
- （心得）上条深志 大尉：1922年1月10日 - 1922年12月1日
- 塹江乙矢 少佐：1922年12月1日[6] - 1923年12月15日[7]
- 駒沢克己 大尉：1923年12月15日 - 1924年1月25日
- （心得）福沢常吉 大尉：1924年1月25日 - 1925年12月1日
- 鈴木初三 大尉：1925年12月1日[8] - 1929年5月15日[9]
- 新野荒太郎 大尉：1929年5月15日[9] - 1929年11月1日[10]
- 鳥居威美 大尉：1929年11月1日[10] - 1931年1月8日[11]
- （兼）服部邦男 大尉：1931年1月8日[11] - 1931年4月1日[12]